# Holger Badstuber
Holger Badstuber (* 13. března 1989, Memmingen) je bývalý německý fotbalový obránce a reprezentant.

## Klubová kariéra
V roce 2002 přestoupil do klubu FC Bayern Mnichov, kde hrál za různé mládežnické a rezervní týmy. V červenci 2009 podepsal s Bayernem profesionální smlouvu a začal hrát německou Bundesligu od sezóny 2009/10. V únoru 2010 prodloužil smlouvu s Bayernem až do roku 2014.
S Bayernem slavil v sezóně 2012/13 zisk ligového titulu již 6 kol před koncem soutěže, ve 28. kole německé Bundesligy.

V jarní části sezóny 2016/17 hostoval v FC Schalke 04.
V létě 2017 přestoupil jako volný hráč (zadarmo) do klubu VfB Stuttgart.

## Reprezentační kariéra
Badstuber hrál za mládežnické výběry Německa do 19, 20, a 21 let.
Do A-týmu Německa se dostal v roce 2010 a první zápas hrál 29. května 2010 v Budapešti v prátelském zápase proti Maďarsku (výhra 3:0). Trenér německé reprezentace Joachim Löw ho nominoval na Mistrovství světa 2010 v Jihoafrické republice.
Dosažené úspěchy
FC Bayern Mnichov
- 2007 – vicemistr juniorské Bundesligy
- 2010, 2013, 2014, 2015[3] – vítěz 1. Bundesligy
- 2010, 2013 – vítěz německého poháru
- 2013 – vítěz Ligy mistrů UEFA